# Goffs Oak
Goffs Oak – wieś w Anglii, w hrabstwie Hertfordshire, w dystrykcie Broxbourne. Leży 10 km na południe od miasta Hertford i 23 km na północ od centrum Londynu.